# Eulasia bombylius
Eulasia bombylius es una especie de coleóptero de la familia Glaphyridae.

## Distribución geográfica
Habita en Marruecos, Argelia y Túnez.